# Jon Skeie

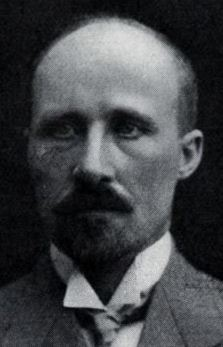
Jon Skeie

Jon Skeie, född den 22 juli 1871 i Vinje (Telemarken),  död den 17 september 1951, var en norsk rättslärd.
Skeie blev juris kandidat 1900, universitetsstipendiat i rättsvetenskap 1903 och vann 1905 juris doktorsgrad på avhandlingen Om ærekrænkelser efter norsk ret (i "Tidsskrift for retsvidenskab", 1903-04; omarbetad 1910) samt blev 1906 professor i rättsvetenskap (med process- och straffrätt som särfack). Dessutom var han 1903–13 lärare i stats- och folkrätt vid Den militære høiskole, varjämte han från 1909 var extra ordinarie assessor i Høyesterett. Skeie var mycket använd i offentliga värv. Bland annat var han 1914–15 ledamot av Skandinaviska förmögenhetsrättskommissionen, och med början i februari 1916 var han ordförande i en kommission för utarbetande av lag angående trustväsen. År 1911 blev Skeie medlem av kommissionen för utgivning av Norges gamla lagar och 1914 dennas ordförande. Han offentliggjorde bland annar Af den norske ekspropriations- og statsret (1907), ett betänkande angående den politiskt mycket omstridda regleringen av Mjøsen, vilket bidrog att framkalla en brytning mellan statsminister Christian Michelsen, "samlingspartiets" chef, och radikala vänstern, vidare 2 band Afhandlinger om forskjellige retsspørgsmaal (1911, 1916) och redogörelsen för stortinget i brännvinslagstiftningsfrågan Om statens pligt til at yde erstatning (1915) samt de agrarpolitiska agitationsskrifterna Vor jordbrukspolitik (samma år) och Bondeprogrammet (samma år).